# بوم (جنس)
البوم (الاسم العلمي Strix)، جنس طيور من البوميات وفصيلة البوم الحقيقي وعمارة الفداديات.

## الأنواع
يحوي الجنس 22 نوعاً، منها:
- الخبل
- بومة مغاربية
- بومة عمانية
- بومة رقطاء
- بومة مخططة
- بومة شاكو
- بومة الأورال
- بومة رمداء
- بومة الغياض الإفريقية
- بوم أبيض وأسود